# Allium megalobulbon
Allium megalobulbon är en amaryllisväxtart som beskrevs av Eduard August von Regel. Allium megalobulbon ingår i släktet lökar, och familjen amaryllisväxter. Inga underarter finns listade i Catalogue of Life.